# Kraniá (ort i Grekland, Västra Makedonien)
Kraniá är en ort i Grekland.   Den ligger i prefekturen Nomós Grevenón och regionen Västra Makedonien, i den centrala delen av landet, 300 km nordväst om huvudstaden Aten. Kraniá ligger 956 meter över havet och antalet invånare är 608.
Terrängen runt Kraniá är kuperad åt sydost, men åt nordväst är den bergig. Runt Kraniá är det mycket glesbefolkat, med 5 invånare per kvadratkilometer. Närmaste större samhälle är Metsovo, 16,5 km sydväst om Kraniá. I omgivningarna runt Kraniá växer i huvudsak blandskog.